# Подводный город (фильм)
«Подводный город» (англ. The Underwater City) — американский научно-фантастический фильм 1962 года, снятый режиссёром Фрэнком Макдональдом.

## Сюжет
Доктор Холстед из института океанографии нанимает Боба Гейджа для надзора за строительством подводного города на дне океана. Через несколько лет город был построен. После возведения проекта доктор Холстед начинает тщательно заниматься испытанием построенных сооружений для того, чтобы убедиться в том, что они смогут выдержать сильное давление воды и готовы к заселению людей. Спустя время выясняется, что строительство подводного сооружения на дне океана нарушает естественное существование подводного мира, что приводит к катастрофическим последствиям.

## В ролях
- Уильям Ландигэн — Боб Гейдж
- Джули Адамс — доктор Моника Пауэрс
- Рой Робертс — Тим Грэм
- Карл Бентон Рид — доктор Джуниус Холстед
- Чет Дуглас — Чак Марлоу
- Пол Дубов — Джордж Бёрнетт
- Карен Норрис — Филлис Гейтвуд
- Кэти Браун — Дотти Стил
- Эдвард Мэллори — лейтенант Уолли Стил

## Критика
Критик с сайта Classic Sci-Fi Movies дал фильму положительную оценку, посоветовав его любителям научной фантастики 50-х годов.
Дэйв Синедлар с сайта Fantastic Movie Musings and Ramblings также дал фильму положительную оценку.
Сайт Movieweb поместил фильм на 4 место из 10, в топе фильмов со «знаменитыми подводными городами».